# Sydney International 1997 - Qualificazioni singolare maschile
Le qualificazioni del singolare maschile dello  Sydney International 1997 sono state un torneo di tennis preliminare per accedere alla fase finale della manifestazione. I vincitori dell'ultimo turno sono entrati di diritto nel tabellone principale. In caso di ritiro di uno o più giocatori aventi diritto a questi sono subentrati i lucky loser, ossia i giocatori che hanno perso nell'ultimo turno ma che avevano una classifica più alta rispetto agli altri partecipanti che avevano comunque perso nel turno finale.
Le qualificazioni del torneo Sydney International 1997 prevedevano 32 partecipanti di cui 4 sono entrati nel tabellone principale.

## Teste di serie
1. Assente
2. Sláva Doseděl (Qualificato)
3. Daniel Vacek (secondo turno)
4. Grant Stafford (Qualificato)

1. Stéphane Simian (primo turno)
2. Galo Blanco (secondo turno)
3. Lionel Roux (ultimo turno)
4. Sargis Sargsian (Qualificato)

## Qualificati
1. Sargis Sargsian
2. Sláva Doseděl

1. Grant Doyle
2. Grant Stafford

## Tabellone

### Legenda
| - Q = Qualificato - WC = Wild card - LL = Lucky loser | - ALT = Alternate - SE = Special Exempt - PR = Protected Ranking | - w/o = Walkover - r = Ritirato - d = Squalificato |

### Sezione 1
|  | Primo turno         | Primo turno         | Primo turno         | Primo turno | Primo turno |  |  | Secondo turno  | Secondo turno   | Secondo turno   | Secondo turno   | Secondo turno |   |   | Ultimo turno | Ultimo turno   | Ultimo turno | Ultimo turno | Ultimo turno |  |
|  |                     |                     |                     |             |             |  |  |                |                 |                 |                 |               |   |   |              |                |              |              |              |  |
|  | Daniel Nestor       | Daniel Nestor       | 2                   | 6           | 6           |  |  |                |                 |                 |                 |               |   |   |              |                |              |              |              |  |
|  | Eyal Ran            | Eyal Ran            | 6                   | 3           | 4           |  |  | Daniel Nestor  | Daniel Nestor   | Daniel Nestor   | 6               | 2             |   |   |              |                |              |              |              |  |
|  | Neville Godwin      | Neville Godwin      | Neville Godwin      | 7           | 6           |  |  | Neville Godwin | Neville Godwin  | Neville Godwin  | 7               | 6             |   |   |              |                |              |              |              |  |
|  | Alejandro Hernández | Alejandro Hernández | Alejandro Hernández | 6           | 4           |  |  |                |                 |                 |                 |               |   |   |              | Neville Godwin | 2            | 6            | 1            |  |
|  | Steve Bryan         | Steve Bryan         | Steve Bryan         | 4           | 3           |  |  |                |                 | 8               | Sargis Sargsian | 6             | 3 | 6 |              |                |              |              |              |  |
|  | Omar Camporese      | Omar Camporese      | Omar Camporese      | 6           | 1r          |  |  |                | Steve Bryan     | Steve Bryan     | 5               | 2             |   |   |              |                |              |              |              |  |
|  | 8                   | Sargis Sargsian     | Sargis Sargsian     | 6           | 6           |  |  | 8              | Sargis Sargsian | Sargis Sargsian | 7               | 6             |   |   |              |                |              |              |              |  |
|  |                     | Oliver Gross        | Oliver Gross        | 0           | 2           |  |  |                |                 |                 |                 |               |   |   |              |                |              |              |              |  |

### Sezione 2
|  | Primo turno            | Primo turno            | Primo turno       | Primo turno | Primo turno |  |  | Secondo turno | Secondo turno | Secondo turno | Secondo turno | Secondo turno |   |   | Ultimo turno | Ultimo turno  | Ultimo turno | Ultimo turno | Ultimo turno |  |
|  |                        |                        |                   |             |             |  |  |               |               |               |               |               |   |   |              |               |              |              |              |  |
|  | 2                      | Sláva Doseděl          | Sláva Doseděl     | 6           | 6           |  |  |               |               |               |               |               |   |   |              |               |              |              |              |  |
|  |                        | Allen Belobrajdic      | Allen Belobrajdic | 2           | 2           |  |  | 2             | Sláva Doseděl | Sláva Doseděl | 6             | 7             |   |   |              |               |              |              |              |  |
|  | Pat Cash               | Pat Cash               | 3                 | 7           | 6           |  |  |               | Pat Cash      | Pat Cash      | 1             | 5             |   |   |              |               |              |              |              |  |
|  | Jean-Philippe Fleurian | Jean-Philippe Fleurian | 6                 | 5           | 3           |  |  |               |               |               |               |               |   |   | 2            | Sláva Doseděl | 6            | 5            | 6            |  |
|  | Andrei Pavel           | Andrei Pavel           | Andrei Pavel      | 7           | 6           |  |  |               |               | 7             | Lionel Roux   | 2             | 7 | 4 |              |               |              |              |              |  |
|  | Orlin Stanojčev        | Orlin Stanojčev        | Orlin Stanojčev   | 5           | 4           |  |  |               | Andrei Pavel  | Andrei Pavel  | 3             | 3             |   |   |              |               |              |              |              |  |
|  | 7                      | Lionel Roux            | Lionel Roux       | 6           | 6           |  |  | 7             | Lionel Roux   | Lionel Roux   | 6             | 6             |   |   |              |               |              |              |              |  |
|  |                        | Jérôme Golmard         | Jérôme Golmard    | 2           | 4           |  |  |               |               |               |               |               |   |   |              |               |              |              |              |  |

### Sezione 3
|  | Primo turno     | Primo turno     | Primo turno     | Primo turno | Primo turno |  |  | Secondo turno | Secondo turno   | Secondo turno | Secondo turno | Secondo turno |   |   | Ultimo turno    | Ultimo turno    | Ultimo turno | Ultimo turno | Ultimo turno |  |
|  |                 |                 |                 |             |             |  |  |               |                 |               |               |               |   |   |                 |                 |              |              |              |  |
|  | 3               | Daniel Vacek    | Daniel Vacek    | 7           | 6           |  |  |               |                 |               |               |               |   |   |                 |                 |              |              |              |  |
|  |                 | Oleg Ogorodov   | Oleg Ogorodov   | 6           | 4           |  |  | 3             | Daniel Vacek    | 6             | 6             | 2             |   |   |                 |                 |              |              |              |  |
|  | Michael Tebbutt | Michael Tebbutt | Michael Tebbutt | 6           | 6           |  |  |               | Michael Tebbutt | 4             | 7             | 6             |   |   |                 |                 |              |              |              |  |
|  | Lars Jonsson    | Lars Jonsson    | Lars Jonsson    | 3           | 3           |  |  |               |                 |               |               |               |   |   | Michael Tebbutt | Michael Tebbutt | 6            | 2            | 1            |  |
|  | Grant Doyle     | Grant Doyle     | Grant Doyle     | 6           | 6           |  |  |               |                 | Grant Doyle   | Grant Doyle   | 2             | 6 | 6 |                 |                 |              |              |              |  |
|  | Shūzō Matsuoka  | Shūzō Matsuoka  | Shūzō Matsuoka  | 2           | 3           |  |  | Grant Doyle   | Grant Doyle     | 4             | 6             | 6             |   |   |                 |                 |              |              |              |  |
|  |                 | Mark Knowles    | Mark Knowles    | 7           | 6           |  |  | Mark Knowles  | Mark Knowles    | 6             | 0             | 4             |   |   |                 |                 |              |              |              |  |
|  | 5               | Stéphane Simian | Stéphane Simian | 6           | 3           |  |  |               |                 |               |               |               |   |   |                 |                 |              |              |              |  |

### Sezione 4
|  | Primo turno      | Primo turno            | Primo turno            | Primo turno | Primo turno |  |  | Secondo turno | Secondo turno    | Secondo turno    | Secondo turno | Secondo turno |   |   | Ultimo turno | Ultimo turno   | Ultimo turno   | Ultimo turno | Ultimo turno |  |
|  |                  |                        |                        |             |             |  |  |               |                  |                  |               |               |   |   |              |                |                |              |              |  |
|  | 4                | Grant Stafford         | Grant Stafford         | 6           | 7           |  |  |               |                  |                  |               |               |   |   |              |                |                |              |              |  |
|  |                  | Dennis van Scheppingen | Dennis van Scheppingen | 3           | 5           |  |  | 4             | Grant Stafford   | Grant Stafford   | 6             | 6             |   |   |              |                |                |              |              |  |
|  | Sébastien Lareau | Sébastien Lareau       | Sébastien Lareau       | 6           | 6           |  |  |               | Sébastien Lareau | Sébastien Lareau | 3             | 1             |   |   |              |                |                |              |              |  |
|  | Jens Knippschild | Jens Knippschild       | Jens Knippschild       | 4           | 2           |  |  |               |                  |                  |               |               |   |   | 4            | Grant Stafford | Grant Stafford | 7            | 6            |  |
|  | Doug Flach       | Doug Flach             | 6                      | 4           | 6           |  |  |               |                  |                  | Doug Flach    | Doug Flach    | 5 | 2 |              |                |                |              |              |  |
|  | Nicolás Pereira  | Nicolás Pereira        | 1                      | 6           | 4           |  |  |               | Doug Flach       | Doug Flach       | 6             | 7             |   |   |              |                |                |              |              |  |
|  | 6                | Galo Blanco            | Galo Blanco            | 7           | 7           |  |  | 6             | Galo Blanco      | Galo Blanco      | 4             | 6             |   |   |              |                |                |              |              |  |
|  |                  | Peter Tramacchi        | Peter Tramacchi        | 6           | 6           |  |  |               |                  |                  |               |               |   |   |              |                |                |              |              |  |